# Don Haggerty
Ne pas confondre avec l'acteur américain Dan Haggerty (né en 1941).
Don Haggerty est un acteur américain, né le 3 juillet 1914 à Poughkeepsie (État de New York), mort le 19 août 1988 à Cocoa Beach (Floride).

## Biographie
Au cinéma, où il débute en 1939, Don Haggerty contribue à cent-quinze films américains (comme second rôle de caractère ou dans des petits rôles non crédités, en particulier dans le genre du western), le dernier sorti en 1973.
Citons Tout ou rien de Robert Pirosh (1951, avec Van Johnson et Warner Anderson), Le Shérif aux mains rouges de Joseph M. Newman (1959, avec Joel McCrea et Julie Adams), ainsi que deux réalisations de Don Siegel, L'enfer est pour les héros (1962, avec Steve McQueen et James Coburn) et À bout portant (1964, avec Lee Marvin et Angie Dickinson).
Pour la télévision, là encore souvent dans le domaine du western, il apparaît dans quatre-vingt-neuf séries, depuis The Lone Ranger (quatre épisodes, 1949-1955) jusqu'à Baretta (un épisode, 1977).
Entretemps, mentionnons Rawhide (six épisodes, 1959-1963), Les Aventuriers du Far West (seize épisodes, 1961-1969) et Bonanza (sept épisodes, 1962-1972).
S'y ajoutent quatre téléfilms, le premier (ci-après visé) diffusé en 1946, le dernier en 1981 (ultime prestation au petit écran).
Au théâtre, Don Haggerty joue une fois à Broadway (New York) en 1941, dans la pièce d'Owen Davis Mr. and Mrs. Jones, avec Albert Hackett et Millard Mitchell (télédiffusée en 1946, sous la direction de Fred Coe).
Depuis 1960, pour sa contribution à la télévision, une étoile lui est dédiée sur le Walk of Fame d'Hollywood Boulevard.

## Filmographie partielle

### Cinéma
- 1947 : Un gangster pas comme les autres (The Gangster) de Gordon Wiles
- 1948 : Acte de violence (Act of Violence) de Fred Zinnemann : un policier
- 1949 : La Scène du crime (Scene of the Crime) de Roy Rowland : un détective
- 1949 : King of the Rocket Men de Fred C. Brannon : Tony Dirken
- 1949 : Le passé se venge (The Crooked Way) de Robert Florey : Hood
- 1949 : Iwo Jima (Sands of Iwo Jima) d'Allan Dwan : un colonel
- 1949 : La Rue de la mort (Side Street) d'Anthony Mann : Rivers
- 1949 : El Paso, ville sans loi (El Paso) de Lewis R. Foster

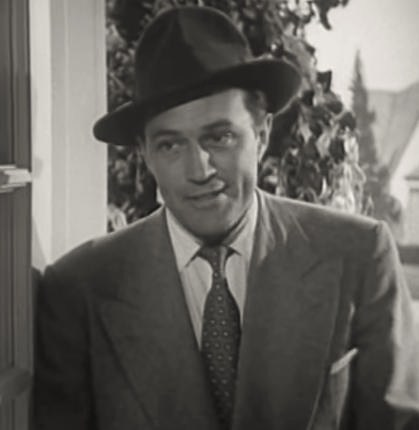
Dans Jour de terreur (1951)

- 1950 : Armored Car Robbery de Richard Fleischer : le détective Cuyler
- 1950 : Le Kid du Texas (The Kid from Texas) de Kurt Neumann : Morgan
- 1950 : Quand la ville dort (The Asphalt Jungle) de John Huston : le détective Andrews
- 1950 : Les Cavaliers du crépuscule (The Sundowners) de George Templeton : shérif Elmer Gall
- 1951 : Bon sang ne peut mentir (That's My Boy) de Hal Walker : Tom, le masseur
- 1951 : Riche, jeune et jolie (Rich, Young and Pretty) de Norman Taurog : Tom, le légionnaire
- 1951 : Tout ou rien (Go for Broke!) de Robert Pirosh : Sergent Wilson I. Culley
- 1951 : Angels in the Outfield de Clarence Brown : Rube Ronson
- 1951 : Jour de terreur (Cause for Alarm!) de Tay Garnett : M. Russell
- 1951 : Une vedette disparaît (Callaway Went Thataway) de Melvin Frank et Norman Panama : le directeur Don
- 1951 : Discrétion assurée (No Questions Asked) de Harold F. Kress
- 1952 : La Polka des marins (Sailor Beware) de Hal Walker : Lieutenant Connors
- 1952 : L'Énigme du Chicago Express (The Narrow Margin) de Richard Fleischer : le détective Wilson
- 1952 : Les Rivaux du rail (Denver and Rio Grande) de Byron Haskin : Bob Nelson
- 1952 : Les Rois du rodéo (Bronco Buster) de Budd Boetticher : Dobie Carson
- 1952 : La Ruelle du péché (Glory Alley) de Raoul Walsh : un joueur
- 1952 : Le Cabotin et son compère (The Stooge) de Norman Taurog : M. Winston
- 1953 : Sergent la Terreur (Take the High Ground) de Richard Brooks : un officier
- 1954 : Alibi meurtrier (Naked Alibi) de Jerry Hopper : Matt Matthews
- 1954 : La Vengeance de Scarface (Cry Vengeance) de Mark Stevens : Lieutenant Pat Ryan
- 1955 : La Maison des otages (The Desperate Hours) de William Wyler : un détective
- 1955 : La Guerre privée du major Benson (The Private War of Major Benson) de Jerry Hopper : Harold Hibler
- 1955 : Le Rendez-vous de quatre heures (Texas Lady) de Tim Whelan : le shérif Herndon
- 1955 : An Annapolis Story de Don Siegel
- 1956 : Marqué par la haine (Somebody Up There Likes Me) de Robert Wise : un garde à la prison de Leavenworth
- 1957 : Les espions s'amusent (Jet Pilot) de Josef von Sternberg : un sergent
- 1957 : Back from the Dead de Charles Marquis Warren

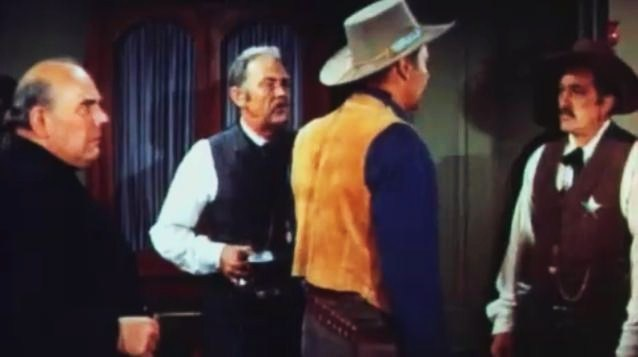
De g. à d. : James Westerfield, John McIntire, Joel McCrea et Don Haggerty, dans Le Shérif aux mains rouges (1959)

- 1958 : La Journée des violents (Day of the Badman) de Harry Keller : le shérif-adjoint Floyd
- 1958 : Comme un torrent (Some Came Running) de Vincente Minnelli : Ted Harperspoon
- 1959 : Le Shérif aux mains rouges (The Gunfight at Dodge City) de Joseph M. Newman : le shérif Jim Regan
- 1960 : Les Sept Chemins du couchant (Seven Ways from Sundown) de Harry Keller : Dick Durton
- 1962 : L'enfer est pour les héros (Hell Is for Heroes) de Don Siegel : Capitaine Mace
- 1964 : À bout portant (The Killers) de Don Siegel : le conducteur du camion postal
- 1965 : Harlow, la blonde platine (Harlow) de Gordon Douglas : le capitaine de police
- 1965 : Le Massacre des Sioux (The Great Sioux Massacre) de Sidney Salkow : le sénateur Blaine
- 1965 : Chambre à part (That Funny Feeling) de Richard Thorpe : un policier
- 1965 : Le Cher Disparu (The Loved One) de Tony Richardson : Haggerty
- 1966 : Le Ranch maudit (Night of the Grizzly) de Joseph Pevney : Sam Potts
- 1971 : Skin Game de Paul Bogart et Gordon Douglas : le commentateur
- 1973 : Starbird and Sweet William de Jack Hively : Hunter

### Télévision
Séries
- 1949 : The Lone Ranger
  - Saison 1, épisode 11 Six Gun's Legacy (1949 - Curly Williams) de George Archainbaud et épisode 33 Matter of Courage (1950 - Dimple Henshaw)
  - Saison 2, épisode 5 Danger Ahead (1950) : le shérif Rocky Craig
  - Saison 4, épisode 22 Heritage of Treason (1955) d'Oscar Rudolph : le shérif
- 1954 : Histoires du siècle dernier (Stories of the Century)
  - Saison 1, épisode 7 Sam Bass de William Witney : rôle-titre
- 1956 : Crusader
  - Saison 2, épisode 3 Innocent Bystander : Fred Martin
- 1957 : Rintintin (The Adventures of Rin Tin Tin)
  - Saison 3, épisode 23 Rusty Gets Busted de Lew Landers : Colonel Adams
- 1958-1961 : Sugarfoot
  - Saison 1, épisode 20 Mule Team (1958) de Franklin Adreon : Vance Stanton
  - Saison 3, épisode 10 The Highbinder (1960) de Robert Altman : James Reilly
  - Saison 4, épisode 1 The Shadow Catcher (1960 - Sam Booker) de Leslie Goodwins et épisode 6 Shepherd with a Gun (1961 - Simon Getty) de Lew Landers
- 1959 : Zorro
  - Saison 2, épisode 35 Mascarade pour un meurtre (Masquerade for a Murder) : Carmelo
- 1959 : Laramie
  - Saison 1, épisode 1 Stage Stop d'Herschel Daugherty : le marshal-adjoint
- 1959-1960 : Texas John Slaughter
  - Saison 1, épisode 3 Killers from Kansas (1959) de Harry Keller : le premier hors-la-loi
  - Saison 2, épisode 4 Desperado from Tombstone (1960 - le patron du chemin de fer) de Harry Keller, épisode 5 Apache Friendship (1960 - le patron du chemin de fer) de Harry Keller, épisode 6 Kentucky Gunslick (1960 - Wes) de Harry Keller, et épisode 7 Geronimo's Revenge (1960 - Wes) de Harry Keller
- 1959-1960 : Bat Masterson
  - Saison 2, épisode 5 Lady Luck (1959) de John Rich : Jess Porter
  - Saison 3, épisode 1 Debt of Honor (1960) de Norman Foster : Gordon Hall
- 1959-1963 : Rawhide
  - Saison 1, épisode 17 La Peur dans la rue (Incident of Fear in the Streets, 1959) d'Andrew V. McLaglen : Mort Hendricks
  - Saison 2, épisode 30 Le Silence de l'innocence (Incident of the Silent Web, 1960) de Joseph Kane : Chaney
  - Saison 3, épisode 29 Une nuit au bal (Incident of the Night on the Town, 1961) : Brewster
  - Saison 5, épisode 3 Cactus Wells (Incident at Cactus Wells, 1962 - le shérif Brinkley) de Christian Nyby et épisode 21 Le Mari de la veuve (Incident of the Married Widow, 1963 - Abe) de Thomas Carr
  - Saison 6, épisode 7 Les Deux Tombes (Incident at Two Graves, 1963) : le barman
- 1960-1961 : Cheyenne
  - Saison 4, épisode 9 Riot at Arroyo Seco (1960) de Lew Landers : Chet Noler
  - Saison 6, épisode 4 The Young Fugitives (1961 - Sam Kinsey) et épisode 13 The Bad Penny (1961 - Tod Kimball)
- 1961-1969 : Les Aventuriers du Far West (Death Valley Days)
  - Saison 10, épisode 9 A Bullet for the D.A. (1961)
  - Saison 11, épisode 1 Hangtown Fry (1962 - le marshal) de Bud Townsend et épisode 5 The Hat That Won the West (1962 - Dan Willis) de Sidney Salkow
  - Saison 12, épisode 1 Thar She Blows (1963 - Ackerman) de Tay Garnett et épisode 8 The Peacemaker (1963 - McCarthy)
  - Saison 13, épisode 1 Honor the Name Dennis Driscoll (1964) de Harmon Jones, épisode 5 The Other White Man (1964) et épisode 6 Hero of Fort Halleck (1964 - Ham McCain) de Tay Garnett
  - Saison 14, épisode 16 The Fastest Nun in the West (1966) : le shérif Wheeler
  - Saison 15, épisode 3 The Resurrection of Deadwood Dick (1966 - Ev Morely) de Tay Garnett et épisode 11 The Hero of Apache Pass (1966 - Aaron)
  - Saison 16, épisode 2 Chicken Bill (1967) : Tabor
  - Saison 17, épisode 2 The Lechprechaun of Last Chance Gulch (1968 - Hanford) et épisode 4 The Sage Hen (1968)
  - Saison 18, épisode 3 Old Stape (1969) de Jack Hively et épisode 8 The Great Pinto Bean Gold Hunt (1969 - Don Purcell) de Jack Hively
- 1962 : Maverick
  - Saison 5, épisode 8 Epitaph for a Gambler : Lucky Matt Elkins
- 1962-1972 : Bonanza
  - Saison 4, épisode 14 The Jury (1962) de Christian Nyby : Bud Murdock
  - Saison 5, épisode 14 The Lila Conrad Story (1964) de Tay Garnett : Dolph Rimbeau
  - Saison 8, épisode 6 To Bloom for Thee (1966) : Demers
  - Saison 9, épisode 11 Six Black Horses (1967) : O'Neill
  - Saison 10, épisode 6 The Last Vote (1968) de Joseph Pevney : Pete
  - Saison 12, épisode 28 An Earthquake Called Callahan (1971) d'Herschel Daugherty : le shérif
  - Saison 14, épisode 1 Forever (1972) de Michael Landon : le barman
- 1963 : Gunsmoke ou Police des plaines (Gunsmoke ou Marshal Dillon)
  - Saison 9, épisode 3 Legends Don't Sleep (le shérif) et épisode 7 Quint's Trail (Clardy)
- 1964 : Perry Mason, première série
  - Saison 7, épisode 28 The Case of the Drifting Dropout : le chef de la police
- 1964-1965 : Mon martien favori (My Favorite Martian)
  - Saison 1, épisode 22 Uncle Martin's Broadcast (1964) d'Oscar Rudolph : Sergent Seeley
  - Saison 3, épisode 9 Hate Me a Little (1965) de Mel Ferber : un garde de la banque
- 1965 : Les Monstres (The Munsters)
  - Saison 1, épisode 16 L'Appel de la forêt (Grandpa's Call of the Wild) d'Earl Bellamy : M. Haskell
- 1965-1966 : Une mère pas comme les autres (My Mother the Car)
  - Saison unique, épisode 2 The De-Fenders (1965 - le policier) de Rodney Amateau et épisode 23 My Son, the Criminal (1966 - Lieutenant McKeever) de Rodney Amateau
- 1966 : L'Homme à la Rolls (Burke's Law), première série
  - Saison 3, épisodes 16 et 17 Terror in a Itny Town, Parts I & II : un policier
- 1967 : Daniel Boone
  - Saison 3, épisode 18 The Wolf Man d'Earl Bellamy
- 1970 : L'Immortel (The Immortal)
  - Saison unique, épisode 10 Drogue ou poison (By Gift of Chance) : Danson
- 1977 : Baretta
  - Saison 3, épisode 19 Everybody Pays the Fare : Dublin

Téléfilms
- 1946 : Mr. and Mrs. North de Fred Coe : Jones
- 1977 : Incredible Rocky Moutain Race de James L. Conway : le shérif Benedict
- 1981 : California Gold Rush de Jack Hively : Jake Brown

## Théâtre à Broadway
- 1941 : Mr. and Mrs. North d'Owen Davis : Jones